# Grand Prix Júnior de Patinação Artística no Gelo na Hungria
O Grand Prix Júnior de Patinação Artística no Gelo na Hungria (muitas vezes intitulado: Hungarian Cup e Hungarian Trophy) é uma competição internacional de patinação artística no gelo de nível júnior. A competição é organizada pela União Internacional de Patinação (ISU), e disputada no outono, em alguns anos, como parte do Grand Prix Júnior de Patinação Artística no Gelo.

## Edições
| Ano        | Edição               | Cidade sede          | Júnior               | Júnior               | Júnior               | Júnior               | Ref                  |
| Ano        | Edição               | Cidade sede          | M                    | F                    | P                    | D                    | Ref                  |
| ---------- | -------------------- | -------------------- | -------------------- | -------------------- | -------------------- | -------------------- | -------------------- |
| 1997       | 1.ª                  | Székesfehérvár       | •                    | •                    | •                    | •                    | [ 1 ]                |
| 1998       | 2.ª                  | Budapeste            | •                    | •                    | •                    | •                    | [ 2 ] [ 3 ]          |
| 1999– 2003 | Não houve competição | Não houve competição | Não houve competição | Não houve competição | Não houve competição | Não houve competição | Não houve competição |
| 2004       | 3.ª                  | Budapeste            | •                    | •                    | •                    | •                    | [ 4 ] [ 5 ]          |
| 2005       | Não houve competição | Não houve competição | Não houve competição | Não houve competição | Não houve competição | Não houve competição | Não houve competição |
| 2006       | 4.ª                  | Budapeste            | •                    | •                    | •                    | •                    | [ 6 ]                |
| 2007– 2008 | Não houve competição | Não houve competição | Não houve competição | Não houve competição | Não houve competição | Não houve competição | Não houve competição |
| 2009       | 5.ª                  | Budapeste            | •                    | •                    | –                    | •                    | [ 7 ]                |

Legenda
- –  Evento não disputado neste ano

## Lista de medalhistas

### Individual masculino
| Evento                         | Ouro                              | Prata                            | Bronze                           |
| Székesfehérvár 1997 (detalhes) | Vitali Danilchenko · Ucrânia      | Christo Turlakov · Bulgária      | Vincent Restencourt · França     |
| Budapeste 1998 (detalhes)      | Ilia Klimkin · Rússia             | Yosuke Takeuchi · Japão          | Ryan Bradley · Estados Unidos    |
| 1999–2003                      | Não houve competição              | Não houve competição             | Não houve competição             |
| Budapeste 2004 (detalhes)      | Alexander Uspenski · Rússia       | Yasuharu Nanri · Japão           | Sergei Voronov · Rússia          |
| 2005                           | Não houve competição              | Não houve competição             | Não houve competição             |
| Budapeste 2006 (detalhes)      | Stephen Carriere · Estados Unidos | Takahito Mura · Japão            | Eliot Halverson · Estados Unidos |
| 2007–2008                      | Não houve competição              | Não houve competição             | Não houve competição             |
| Budapeste 2009 (detalhes)      | Richard Dornbush · Estados Unidos | Grant Hochstein · Estados Unidos | Zhan Bush · Rússia               |

### Individual feminino
| Evento                         | Ouro                                | Prata                           | Bronze                       |
| Székesfehérvár 1997 (detalhes) | Julia Soldatova · Rússia            | Júlia Sebestyén · Hungria       | Anette Dytrt · Alemanha      |
| Budapeste 1998 (detalhes)      | Júlia Sebestyén · Hungria           | Sarah Hughes · Estados Unidos   | Chisato Shiina · Japão       |
| 1999–2003                      | Não houve competição                | Não houve competição            | Não houve competição         |
| Budapeste 2004 (detalhes)      | Kim Yuna · Coreia do Sul            | Aki Sawada · Japão              | Katy Taylor · Estados Unidos |
| 2005                           | Não houve competição                | Não houve competição            | Não houve competição         |
| Budapeste 2006 (detalhes)      | Juliana Cannarozzo · Estados Unidos | Rumi Suizu · Japão              | Choi Ji Eun · Coreia do Sul  |
| 2007–2008                      | Não houve competição                | Não houve competição            | Não houve competição         |
| Budapeste 2009 (detalhes)      | Polina Shelepen · Rússia            | Angela Maxwell · Estados Unidos | Haruka Imai · Japão          |

### Duplas
| Evento                         | Ouro                                                    | Prata                                                  | Bronze                                                 |
| Székesfehérvár 1997 (detalhes) | Alena Maltseva · Oleg Popov · Rússia                    | Megan Sierk · Dustin Sierk · Estados Unidos            | Victoria Maxiuta · Vladislav Zhovnirski · Rússia       |
| Budapeste 1998 (detalhes)      | Elena Bogospasaeva · Oleg Ponomarenko · Rússia          | Svetlana Nikolaeva · Alexei Sokolov · Rússia           | Stefanie Weiss · Matthias Bleyer · Alemanha            |
| 1999–2003                      | Não houve competição                                    | Não houve competição                                   | Não houve competição                                   |
| Budapeste 2004 (detalhes)      | Sydney Schmidt · Christopher Pottenger · Estados Unidos | Lindsey Seitz · Andy Seitz · Estados Unidos            | Alina Dikhtiar · Fillip Zalevski · Ucrânia             |
| 2005                           | Não houve competição                                    | Não houve competição                                   | Não houve competição                                   |
| Budapeste 2006 (detalhes)      | Keauna McLaughlin · Rockne Brubaker · Estados Unidos    | Kaela Pflumm · Christopher Pottenger · Estados Unidos  | Emilie Demers Boutin · Pierre-Philippe Joncas · Canadá |
| 2007–2009                      | Não houve competição; 2009 não houve disputa de duplas  | Não houve competição; 2009 não houve disputa de duplas | Não houve competição; 2009 não houve disputa de duplas |

### Dança no gelo
| Evento                         | Ouro                                             | Prata                                         | Bronze                                            |
| Székesfehérvár 1997 (detalhes) | Jessica Joseph · Charles Butler · Estados Unidos | Zita Gebora · Andres Visontai · Hungria       | Oksana Potdykova · Denis Petukhov · Rússia        |
| Budapeste 1998 (detalhes)      | Julia Golovina · Denis Egorov · Rússia           | Zita Gebora · Andras Visontai · Hungria       | Emilie Nussear · Brandon Forsyth · Estados Unidos |
| 1999–2003                      | Não houve competição                             | Não houve competição                          | Não houve competição                              |
| Budapeste 2004 (detalhes)      | Anna Cappellini · Matteo Zanni · Itália          | Allie McCurdy · Michael Coreno · Canadá       | Trina Pratt · Todd Gilles · Estados Unidos        |
| 2005                           | Não houve competição                             | Não houve competição                          | Não houve competição                              |
| Budapeste 2006 (detalhes)      | Ekaterina Bobrova · Dmitri Soloviev · Rússia     | Joanna Lenko · Mitchell Islam · Canadá        | Julia Zlobina · Alexei Sitnikov · Rússia          |
| 2007–2008                      | Não houve competição                             | Não houve competição                          | Não houve competição                              |
| Budapeste 2009 (detalhes)      | Elena Ilinykh · Nikita Katsalapov · Rússia       | Karen Routhier · Eric Saucke-Lacelle · Canadá | Lorenza Alessandrini · Simone Vaturi · Itália     |